# Bojongmanik (Sindangresmi)
Bojongmanik is een bestuurslaag in het regentschap Pandeglang van de provincie Banten, Indonesië. Bojongmanik telt 3388 inwoners (volkstelling 2010).